# Jack van Lint
Jacobus Hendricus ("Jack") van Lint (Bandung, 1 de setembro de 1932 — 28 de setembro de 2004) foi um matemático neerlandês.

## Livros
- Coding Theory, 1971.
- Introduction to Coding Theory, Springer, Graduate Texts in Mathematics, 1982, 3rd. edition 1999.
- com Peter Cameron: Designs, Graphs, Codes and their Links, London Mathematical Society Lecture Notes, Cambridge University Press, 1980.
- com Richard Michael Wilson: A Course in Combinatorics, Cambridge University Press, 1992.
- com Gerard van der Geer: Introduction to Coding theory and Algebraic Geometry, Birkhäuser, 1988.